# Forest-Montiers
Forest-Montiers è un comune francese di 418 abitanti situato nel dipartimento della Somme nella regione dell'Alta Francia.

## Società

### Evoluzione demografica
Abitanti censiti